# 武安镇 (武安市)
武安镇，是中华人民共和国河北省邯郸市武安市下辖的一个乡镇级行政单位。

## 行政区划
武安镇下辖以下地区：
南关街村、古楼街村、西关街村、白鹤观村、北关街村、东关街村、庄子营村、宋二庄村、东长远村、西长远村、东竹昌村、西竹昌村、东洞村、三小河村、南小河村、店子村、高坡村、东洺远村、邯郸矿山局建安公司社区、邯郸矿山局武安仓库社区和华北冶金公司社区。